# Ekhard Zinke
Ekhard Zinke (* 1954 in Hamburg) ist ein deutscher Jurist. Er war von Juni 2004 bis Ende Januar 2020 Präsident des Kraftfahrt-Bundesamtes.

## Werdegang
Nach Schulbesuch und Wehrdienst begann Zinke ein Studium der Rechtswissenschaften an der Universität Hamburg. Nach der Ersten Juristischen Staatsprüfung 1981 und der Zweiten Juristischen Staatsprüfung 1985 war er anschließend für kurze Zeit als Anwalt tätig, trat dann in den Beamtendienst der Deutschen Bundesbahn, wo er beim Bundesbahn-Zentralamt in Minden für etwa zwei Jahre als Dezernent im Rechts- und Finanzdienst tätig war. 1988 wechselte er als Referent in die Zentralabteilung des Bundesministeriums für Verkehr. 1992 übernahm er den Posten des Abteilungsleiters Zentrale Dienste beim Kraftfahrt-Bundesamt (KBA).
Am 15. Juni 2004 wurde Zinke zum Präsidenten des KBA und Nachfolger von Wolfgang Barth berufen, der in den Ruhestand trat. In Zinkes Amtszeit fiel auch der VW-Abgasskandal, seit Ende 2016 standen Vorwürfe im Raum, das KBA sähe weg oder decke sogar bewusst die kriminelle Praxis von Diesel-Herstellern wie VW durch laxe Überprüfungspraxis. Zinke ging zum 31. Januar 2020 in Ruhestand und Richard Damm wurde sein Nachfolger.